# Stelle principali della costellazione del Cratere
Segue un prospetto delle stelle principali della costellazione del Cratere, elencate per magnitudine decrescente.